# Liste der Geotope im Landkreis Ostallgäu
Diese Liste enthält die Geotope des Schwäbischen Landkreises Ostallgäu in Bayern.
Die Liste enthält die amtlichen Bezeichnungen für Namen und Nummern des Bayerischen Landesamt für Umwelt (LfU) sowie deren geographische Lage. Diese Liste ist möglicherweise unvollständig. Im Geotopkataster Bayern sind etwa 3.400 Geotope (Stand März 2020) erfasst. Das LfU sieht einige Geotope nicht für die Veröffentlichung im Internet geeignet. Einige Objekte sind zum Beispiel nicht gefahrlos zugänglich oder dürfen aus anderen Gründen nur eingeschränkt betreten werden.
| Name                                                            | Bild           | Geotop ID | Gemeinde / Lage               | Geologische Raumeinheit      | Beschreibung | Fläche m² / Ausdehnung m | Geologie | Aufschlussart                  | Wert               | Schutzstatus                                           | Bemerkung                       |
| --------------------------------------------------------------- | -------------- | --------- | ----------------------------- | ---------------------------- | --- | ------------------------ | --- | ------------------------------ | ------------------ | ------------------------------------------------------ | ------------------------------- |
| Kiesgruben am Johannis-Keller E von Obergünzburg                |                | 777A001   | Obergünzburg Position         | Iller-Lech-Region            | Die nördlich der Straße in einem ehemaligen Abbau aufgeschlossenen Schotter und Konglomerate stellen vermutlich mindeleiszeitliche Vorstoßschotter dar, die von Mindelmoräne überlagert werden. Lempe (2012) hält es aber auch für möglich, dass der Schotterkörper in einen liegenden günz- bzw. donauzeitlichen eisrandferneren Schmelzwasserschotter und mindelzeitliche Moränen und Schotter im Hangenden zweigeteilt werden kann und dass darüber rißzeitliche Moräne liegt. Der Zugang zu dem ehemaligen Abbau nördlich der Straße ist abgesperrt. Die Aufschlusswand kann aber recht gut von außerhalb betrachtet werden. Im Süden ist ein Kiesabbau aktuell in Betrieb. | 17500 250 × 70           | Typ: Schichtfolge Art: Moräne, Konglomerat, Schotter                                                                            | Kiesgrube/Sandgrube            | wertvoll           | kein Schutzgebiet                                      |                                 |
| Ehem. Kiesgrube NE von Moosmühle                                |                | 777A002   | Untrasried Position           | Iller-Lech-Region            | Die stratigraphische Zuordnung der teilweise konglomerierten Fluvioglazialschotter ist unklar, vermutlich handelt es sich um mindelglaziale Schotter. | 4250 85 × 50             | Typ: Gesteinsart Art: Konglomerat                                                                                               | Kiesgrube/Sandgrube            | bedeutend          | kein Schutzgebiet                                      |                                 |
| Aufschluss im Tobel NW von Hinterschmalholz                     |                | 777A003   | Untrasried Position           | Iller-Lech-Region            | Der Aufschluss in einem Rutschhang stellt ein wichtiges Quartärprofil dar. Über dem Tertiär liegen verwitterte Schotter, Gastropoden führende Lößlehme und Moränen. Thermolumineszenzmessungen ergaben für den Lößlehm ein mindelglaziales Alter. | 1500 50 × 30             | Typ: Standard-/Referenzprofil, Fossiler Boden Art: Moräne, Schluff, Konglomerat                                                 | Hanganriss/Felswand            | besonders wertvoll | kein Schutzgebiet                                      |                                 |
| Ehem. Kiesgrube S von Hinterschmalholz                          |                | 777A004   | Untrasried Position           | Iller-Lech-Region            | Die stratigraphische Zuordnung ist umstritten, es handelt sich entweder um Mindelmoräne auf Mindelvorstoßschotter oder um Rißmoräne auf Mindelschotter. | 3000 120 × 25            | Typ: Schichtfolge Art: Moräne, Konglomerat                                                                                      | Kiesgrube/Sandgrube            | wertvoll           | kein Schutzgebiet                                      |                                 |
| Ehem. Kiesgrube SW von Zadels                                   |                | 777A005   | Ronsberg Position             | Iller-Lech-Region            | Teilweise verstürzter und verwachsener Nagelfluhabbau, der Schotter mit einer überlagernden Bodenbildung aufschließt, die von Mindelmoräne überlagert werden. | 3600 80 × 45             | Typ: Schichtfolge Art: Konglomerat, Schotter                                                                                    | Kiesgrube/Sandgrube            | wertvoll           | kein Schutzgebiet                                      |                                 |
| Ehem. Kiesgrube SW von Wolfartsberg                             |                | 777A006   | Obergünzburg Position         | Iller-Lech-Region            | Der alte Nagelfluhabbau schließt mindelglaziale, konglomerierte Schotter auf. Im mittleren Aufschlussteil sind große Blöcke zu finden. Der Moränenschotter zeigt die nahe Lage der Moränenwälle an. | 1000 50 × 20             | Typ: Gesteinsart, Findling Art: Moräne, Konglomerat                                                                             | Kiesgrube/Sandgrube            | bedeutend          | kein Schutzgebiet                                      |                                 |
| Profil in der Pöllat-Schlucht E von Hohenschwangau              | weitere Bilder | 777A007   | Schwangau Position            | Ammergebirge                 | Die steilwandige Schlucht der Pöllat erschließt ein Profil durch die lokale Falten- und Schuppenstruktur der Hohenschwangauer Alpen mit der Überschiebungsbahn von Lechtal- und Allgäudecke. Die verfalteten Gesteine der Allgäu-Schichten sind am Nordeingang der Schlucht aufgeschlossen. Die zahlreichen Kaskaden und der eindrucksvolle Wasserfall unter der Marienbrücke liegen im Hauptdolomit. | 20000 200 × 100          | Typ: Störung, Schichtfolge, Schlucht, Wasserfall Art: Kalkstein, Mergelstein, Dolomitstein                                      | Prallhang/Flussbett/Bachprofil | wertvoll           | Landschaftsschutzgebiet                                |                                 |
| Ehem. Steinbruch E von Seeg                                     | weitere Bilder | 777A009   | Seeg Position                 | Iller-Lech-Jungmoränenregion | Der Aufschluss zeigt den Aufbau der Weißach-Schichten am sich nach Osten heraushebenden Sulzberg als Teil des Nordflügels der Murnauer Mulde (Faltenmolasse). Im Bereich der Steinbruchwand ist eine sehr auffällige Harnischfläche mit markanter Striemung zu erkennen. | 1200 40 × 30             | Typ: Gesteinsart Art: Konglomerat, Sandstein, Mergelstein                                                                       | Steinbruch                     | bedeutend          | kein Schutzgebiet                                      |                                 |
| Kiesgrube an Drumlin ENE von Seeg                               | weitere Bilder | 777A010   | Seeg Position                 | Iller-Lech-Jungmoränenregion | Der Aufschluss zeigt den typischen Aufbau eines Drumlins: würmeiszeitliche Vorstoßschotter überlagert von Würmmoräne. Die in Betrieb befindliche Kiesgrube ohne Erlaubnis nicht betreten! Moräne und Vorstoßschotter sind recht gut vom Rande der Grube aus an den in die Moräne eingebetteten größeren Geschieben und an der stärkeren Durchfeuchtung (nass, dunklere Farben) der wasserdurchlässigen Schotter zu unterscheiden. | 84100 290 × 290          | Typ: Schichtfolge, Drumlin Art: Moräne, Schotter                                                                                | Kiesgrube/Sandgrube            | bedeutend          | kein Schutzgebiet                                      |                                 |
| Interglazial-Aufschluss Pfefferbichl NW von Berghof             |                | 777A011   | Halblech Position             | Iller-Lech-Jungmoränenregion | In dem Bachtal sind Interglaziale Sedimente (Schotter, Seetone und Schieferkohlen) aufgeschlossen. Die Schieferkohlen wurden früher untertägig abgebaut (einige Stollenmundlöcher und Pingen sind noch erhalten). Stratigraphisch wurden die Interglazialsedimente unter Vorbehalt ins Riß-/Würm-Interglazial eingestuft. | 8000 200 × 40            | Typ: Pflanzliche Fossilien, Fossiler Boden, Stollen, Pinge/nfeld Art: Braunkohle, Ton, Moräne                                   | Prallhang/Flussbett/Bachprofil | wertvoll           | Naturdenkmal, Landschaftsschutzgebiet                  |                                 |
| Bahneinschnitt S von Enzenstetten                               | weitere Bilder | 777A012   | Seeg Position                 | Iller-Lech-Jungmoränenregion | Der Aufschluss liegt in steil aufgestellten Bausteinschichten am Südflügel der Murnauer Mulde (Faltenmolasse). | 250 25 × 10              | Typ: Falte/Mulde/Sattel, Gesteinsart Art: Konglomerat                                                                           | Böschung                       | wertvoll           | kein Schutzgebiet                                      |                                 |
| Harnischfläche W von Bad Faulenbach                             |                | 777A013   | Füssen Position               | Allgäuer Alpen               | Der sogenannte Gletscherschliff ist in Wirklichkeit eine steilstehende bis saigere Horizontalverwerfung (rechtshändig) in Hauptdolomit im Grenzbereich zu Raibler Rauhwacken, die vermutlich beim Bau des Parkplatzes freigelegt wurde. Auf der Fläche erkennt man subhorizontale Striemung mit Parabelrissen und Störungsbrekzien. | 100 50 × 2               | Typ: Störung, Felswand/-hang Art: Dolomitstein                                                                                  | Hanganriss/Felswand            | wertvoll           | Naturdenkmal, Landschaftsschutzgebiet, FFH-Gebiet      |                                 |
| Schrattenkalk an der Ruine Eisenberg W von Eisenberg            |                | 777A014   | Eisenberg Position            | Iller-Lech-Jungmoränenregion | Am bewaldeten Hang westlich der Schloßbergalpe liegen zahlreiche Aufschlüsse im Schrattenkalk mit typischen Karren. Es ist dieses das nördlichste Vorkommen im Allgäu. Von den Burgruinen, die aus dem Material erbaut wurden, hat man einen guten Überblick über den Alpenrand. | 15000 150 × 100          | Typ: Schichtfolge, Gesteinsart Art: Kalkstein                                                                                   | Felshang/Felskuppe             | wertvoll           | Landschaftsschutzgebiet                                |                                 |
| Aufschluss in Kalksteinen der Adnet-Formation am Alpsee         |                | 777A015   | Schwangau Position            | Ammergebirge                 | Oberhalb des Alpsees liegt der gut zugängliche Aufschluss im Bunten Liasbasiskalk (Hierlatzkalk, Adneter Fazies). Die grau angewitterten rötlichen Kalksteine sind meist kompakt und bilden eine markante Felswand. Sie sind meist von Kalkspat-Klüften durchzogen und weisen ein spätiges Aussehen auf. Die Felswand ragt senkrecht auf und bildet stellenweise Überhänge. | 2000 200 × 10            | Typ: Gesteinsart, Felswand/-hang Art: Kalkstein                                                                                 | Hanganriss/Felswand            | bedeutend          | Landschaftsschutzgebiet, FFH-Gebiet, Vogelschutzgebiet |                                 |
| Molasseaufschluss W von Langenwald                              |                | 777A016   | Roßhaupten Position           | Iller-Lech-Jungmoränenregion | Der Straßeneinschnitt erschließt eine typische Abfolge von Konglomeratbänken im Wechsel mit Mergeln und Sandsteinen der Baustein-Schichten im Grenzbereich zu den Weißach-Schichten. | 800 80 × 10              | Typ: Schichtfolge Art: Konglomerat, Sandstein, Mergel                                                                           | sonstiger Aufschluss           | bedeutend          | kein Schutzgebiet                                      |                                 |
| Flyschaufschlüsse im Röthenbachtal SE von Halblech              | weitere Bilder | 777A017   | Halblech Position             | Ammergebirge                 | Die Aufschlüsse zeigen steil nach NNW einfallende schmale Bänke der Piesenkopf-Formation des Flysch. Die Piesenkopf-Formation zeigt beispielhaft die für die Flyschsedimente der Alpen typische, unzählige rhythmische Wiederholung von Turbiditzyklen, hier als Zyklen aus wenige Dezimeter mächtigen Bänken aus Kalk-, Mergel- und Tonstein oder Sandstein. | 1000 100 × 10            | Typ: Schichtfolge, Gesteinsart, Standard-/Referenzprofil Art: Kalkstein, Mergelstein, Tonstein                                  | Prallhang/Flussbett/Bachprofil | wertvoll           | Naturschutzgebiet, Vogelschutzgebiet                   | Bayerns schönste Geotope Nr. 70 |
| Halblechdurchbruch NW von Halblech                              |                | 777A019   | Halblech Position             | Iller-Lech-Jungmoränenregion | Der Halblech schneidet den Südflügel der Murnauer Mulde an. Durch den Halblechdurchbruch sind steilstehende, Ost-West-streichende Konglomerate, Sandsteine und Mergelsteine der Baustein- und Weißach-Schichten der Faltenmolasse aufgeschlossen. | 7500 150 × 50            | Typ: Sedimentstrukturen, Gesteinsart, Schichtfolge, Falte/Mulde/Sattel, Durchbruchstal Art: Konglomerat, Sandstein, Mergelstein | Hanganriss/Felswand            | besonders wertvoll | FFH-Gebiet                                             |                                 |
| Steinbrüche an der Hornburg E von Schwangau                     |                | 777A020   | Schwangau Position            | Ammergebirge                 | Von 1945 bis 1960 wurde hier Hierlatzkalk (Adneter Fazies) als roter Marmor abgebaut. Hierlatzkalk steht hier in Zusammenhang mit einer Störung an und wurde als roter Knollenkalk abgebaut und als Naturwerkstein oder für kunstgewerbliche Marmorerzeugnisse verwendet. | 36000 200 × 180          | Typ: Gesteinsart, Steinbruch/Grube Art: Kalkstein                                                                               | Steinbruch                     | bedeutend          | Naturschutzgebiet                                      |                                 |
| Typlokalität Reiselsberger Sandstein SE von Buching             |                | 777A021   | Halblech Position             | Ammergebirge                 | Die Aufschlüsse am Eingang des Tiefenbachtals liegen nahe der etwas weiter östlichen Typlokalität, an der heute keine Aufschlüsse mehr vorhanden sind. Jenseits der Brücke folgen über dem Sandstein die tonigeren Piesenkopfschichten. Der Reiselsberger Sandstein bildet mit seinen dickbankigen (0,5 – 3 m) feinen bis groben Sandsteinen die typischste Serie der Flysch-Zone, die Sandsteine sind stets kalkig gebunden und glimmerreich. | 7500 300 × 25            | Typ: Typlokalität, Gesteinsart, Sedimentstrukturen Art: Sandstein, Mergelstein                                                  | Prallhang/Flussbett/Bachprofil | wertvoll           | Naturschutzgebiet, FFH-Gebiet, Vogelschutzgebiet       |                                 |
| Wertachkerbtal N von Nesselwang                                 | weitere Bilder | 777A022   | Nesselwang Position           | Iller-Lech-Jungmoränenregion | Im Kerbtal der Wertach unter der A7 sind Sandsteine und Konglomerate der Faltenmolasse aufgeschlossen. Das Wertachtal mit imposanter A7-Brücke schneidet hier den Nordflügel der Murnauer Mulde mit steilstehenden Sandstein- und Konglomeratbänken der Steigbach-Schichten an. Am Westhang stößt man auf einen alten Pechkohleabbau (verschlossener Stollen). | 120000 600 × 200         | Typ: Gesteinsart, Stollen Art: Sandstein, Konglomerat, Braunkohle                                                               | Prallhang/Flussbett/Bachprofil | bedeutend          | Landschaftsschutzgebiet, FFH-Gebiet, Vogelschutzgebiet |                                 |
| Reiselsberger Sandstein am Schrofeneck SE von Zell              |                | 777A023   | Eisenberg Position            | Iller-Lech-Jungmoränenregion | Hier befindet sich ein sehr weit nördlich gelegener Aufschluss von Reiselsberger Sandstein. Auf dem bewaldeten Schrofeneck befindet sich ein größerer Aufschluss von massigem bis gebanktem Sandstein, stark geklüftet und verstürzt und mit Strukturen, die einen früheren Abbau vermuten lassen. | 60000 400 × 150          | Typ: Gesteinsart, Sedimentstrukturen, Steinbruch/Grube Art: Sandstein                                                           | Felshang/Felskuppe             | wertvoll           | Landschaftsschutzgebiet                                |                                 |
| Steinbruch am Hochholz S von Nesselwang                         |                | 777A024   | Nesselwang Position           | Allgäuer Molasse-Vorberge    | Im Steinbruch am Hochholz ist die steil stehende Schichtfolge von verschiedenen Grünsandsteinen der Garschella-Formation bis zum Seewer Kalk mustergültig aufgeschlossen. Es kommen Aufarbeitungshorizonte mit Phosphoritknollen vor. | 600 30 × 20              | Typ: Schichtfolge, Sedimentstrukturen Art: Kalkstein, Sandstein                                                                 | Steinbruch                     | wertvoll           | kein Schutzgebiet                                      |                                 |
| Steinbrüche am Kienberg-Südhang SW von Schwangau                |                | 777A025   | Schwangau Position            | Ammergebirge                 | Der Steinbruch Schwansee West liegt direkt am Königssträßchen nördlich des Schwansees. Hier wurde eine helle Varietät von Partnachkalk abgebaut. Das Gestein wurde unter der Bezeichnung Alterschrofener Marmor bzw. Füssener Steinbruchkalk gehandelt und ist z. B. im Schloss Neuschwanstein und in der Kirche St. Mang in Füssen verbaut. Der Steinbruch ist relativ gut zugänglich, aber stark zugewachsen. Im Ostteil gibt es Restaufschlüsse, im Westteil eine große Halde. Schnetzer (1941) berichtet von einer Überlagerung der Kalksteine durch pleistozäne Sedimente mit Schieferkohle. Ob diese Aufschlüsse heute noch auffindbar sind, ist nicht bekannt. | 37800 420 × 90           | Typ: Gesteinsart, Steinbruch/Grube Art: Kalkstein, Tonmergelstein                                                               | Steinbruch                     | bedeutend          | Landschaftsschutzgebiet, FFH-Gebiet, Vogelschutzgebiet |                                 |
| Steinbruch am Ettwieser Weiher S von Marktoberdorf              |                | 777A026   | Marktoberdorf Position        | Iller-Lech-Jungmoränenregion | In dem überwachsenen Steinbruch ist eine Schichtfolge überwiegend mit gebankten Mittelsandsteinen aus dem Top der Oberen Meeresmolasse aufgeschlossen. Auf Schichtflächen finden sich Strömungs- und Wellenrippeln. Eingeschaltet sind Schillbänke, lagenweise finden sich Kohleflitter. Der Steinbruch ist Station an den Wanderwegen Terra Nostra (für Erwachsene) und Klobunzele-Weg (für Kinder). | 2925 65 × 45             | Typ: Gesteinsart, Schichtfolge Art: Sandstein                                                                                   | Steinbruch                     | bedeutend          | kein Schutzgebiet                                      |                                 |
| Seewerkalk an der Ruine Hohenfreyberg W von Eisenberg           |                | 777A027   | Eisenberg Position            | Iller-Lech-Jungmoränenregion | Die Burgruine Hohenfreyberg steht auf Seewerkalk des Helvetikums, die Ruine Eisenberg dagegen auf Schrattenkalk. Anstehender Seewerkalk ist an mehreren Stellen auf dem Burggelände zu finden. | 16500 150 × 110          | Typ: Schichtfolge, Gesteinsart Art: Kalkstein                                                                                   | Hanganriss/Felswand            | wertvoll           | Landschaftsschutzgebiet                                |                                 |
| Tannheim-Formation W von der Fallmühle bei Pfronten             |                | 777A028   | Pfronten Position             | Allgäuer Alpen               | An der Steinacher Achen westlich der Fallmühle ist eines der wenigen Vorkommen von Tannheim-Formation in Bayern aufgeschlossen. Der Aufschluss in einem Rutschhang kann vom Wanderweg südlich der Achen über den Bach hinweg betrachtet werden. Die blättrigen schwarzen Mergel und dunkelgrauen Kalkmergel (Kreide) sind von Wettersteinkalk (Trias) überschoben. Die Rutschungen mit Bewegungen von Blöcken aus Wettersteinkalk sind schon aus alter Zeit bekannt, setzen sich aber bis in jüngste Zeit fort, wie die vegetationslosen Flächen im Luftbild (Abb. 4, © Bayer. Vermessungsverwaltung) zeigen. | 12800 160 × 80           | Typ: Schichtfolge, Rutschung Art: Tonmergel, Kalkmergel                                                                         | Prallhang/Flussbett/Bachprofil | wertvoll           | kein Schutzgebiet                                      |                                 |
| Wertachprallhang E von Görisried                                |                | 777A029   | Wald Position                 | Iller-Lech-Jungmoränenregion | Am Wertachprallhang E von Görisried stehen Feinsandsteine der Oberen Meeresmolasse innerhalb der Faltenmolasse an. Der Ablagerungsraum lag zwischen den Schotterfächern von Hochgrat-Adelegg im Westen und Auerberg-Nesselburg im Osten, die Sedimente sind daher feinkörnig. Die Schichtung zeichnet sich im Gestein durch geringfügig härtere Lagen nach. Das Einfallen ist flach nach NE. Der Prallhang ist weglos nur schwer zugänglich. Einfacher ist ein Blick über die Wertach vom Westufer aus. | 4500 100 × 45            | Typ: Gesteinsart, Schichtfolge, Prallhang Art: Sandstein                                                                        | Prallhang/Flussbett/Bachprofil | bedeutend          | Landschaftsschutzgebiet, FFH-Gebiet, Vogelschutzgebiet |                                 |
| Obere Meeresmolasse am Bahnhof Leuterschach                     |                | 777A030   | Marktoberdorf Position        | Iller-Lech-Jungmoränenregion | An einer Böschung gegenüber dem Bahnhof Leuterschach und an einer alten Steinbruchwand hinter dem benachbarten Gasthof steht steilgestellt eine Wechsellagerung von Mittelsandsteinen und Mergelsteinen der Oberen Meeresmolasse an. Die gebankten Sandsteine zeigen Schrägschichtung, Strömungsrippeln und Wühlspuren. Privatgrund respektieren, Betretungserlaubnis erfragen! | 1600 160 × 10            | Typ: Gesteinsart, Schichtfolge Art: Sandstein, Mergelstein                                                                      | Hanganriss/Felswand            | bedeutend          | kein Schutzgebiet                                      |                                 |
| Untere Süßwassermolasse an der Wertach W von Wald               |                | 777A031   | Wald Position                 | Iller-Lech-Jungmoränenregion | Am Rundwanderweg entlang der Wertach zwischen Wald und Bergers sind Sand- und Mergelsteine der Unteren Süßwassermolasse am Weg und in Prallhängen am Wertachufer aufgeschlossen. | 16000 800 × 20           | Typ: Gesteinsart, Schichtfolge Art: Sandstein, Mergelstein                                                                      | Hanganriss/Felswand            | wertvoll           | Landschaftsschutzgebiet, FFH-Gebiet, Vogelschutzgebiet |                                 |
| Kalktuff nahe der Gennachsäge NE von Marktoberdorf              |                | 777A032   | Biessenhofen Position         | Iller-Lech-Jungmoränenregion | Südwestlich der Gennachsäge treten an einem Hang diffus Quellwässer aus, die Kalktuff abscheiden. Das Wasser in eiszeitlichen Schottern tritt auf stauender Süßwassermolasse aus. Die Freifläche oberhalb des Objektpunkts weist als Hangquellmoor eine seltene Pflanzengemeinschaft auf und ist Biotop. Die Fläche daher nicht betreten, sondern vom Rand einsehen. | 5000 100 × 50            | Typ: Gesteinsart, Hangquellmoor Art: Kalktuff                                                                                   | kein Aufschluss                | bedeutend          | kein Schutzgebiet                                      |                                 |
| Aufschluss Auf den Steinbrüchen W von Lengenwang                |                | 777A033   | Lengenwang Position           | Iller-Lech-Jungmoränenregion | Auf vom Gletscher überschliffenen Molasserücken W von Lengenwang liegen in der Flur Auf den Steinbrüchen mehrere kleine Brüche, in denen Mauersteine für den Hausbau entnommen wurden. In dem Bruch am Geotoppunkt sind plattige bis dünnbankige Mittelsandsteine der Unteren Süßwassermolasse mit deutlich sichtbaren Schrägschichtungsblättern aufgeschlossen. | 1000 50 × 20             | Typ: Gesteinsart, Sedimentstrukturen Art: Sandstein                                                                             | Steinbruch                     | bedeutend          | kein Schutzgebiet                                      |                                 |
| Raibl-Formation im Beinlandl an der Hochplatte SSE von Halblech |                | 777A034   | Halblech Position             | Ammergebirge                 | Auf dem Weg von der Kenzenhütte (1.294 m) zum Weitalpjoch (1.778 m) vor der Hochplatte ist am Beinlandl Raibl-Formation aufgeschlossen. Der Aufschluss entlang des Wegs zeigt die ganze Palette von Gesteinen der Raibl-Formation: braungelb bis rostrot verwitternde Sandsteine, schwarze sandige Tonschiefer, gelblich verwitternde Kalke, Dolomite und Rauhwacken. Direkt nach dem Verlassen des Beinlandl tritt an einem kleinen Pass auf 1.700 m unter den Füßen sogar ein Kohleflözchen zutage. Die Schichtfolge am Beinlandl und Schlössel war schon Gümbel (1861) bekannt und von ihm recht genau beschrieben worden. | 2000 200 × 10            | Typ: Gesteinsart, Schichtfolge Art: Sandstein, Tonstein, Braunkohle                                                             | Felshang/Felskuppe             | bedeutend          | Naturschutzgebiet, FFH-Gebiet, Vogelschutzgebiet       |                                 |
| Gipsblock in der Pöllat SE von Hohenschwangau                   |                | 777A035   | Schwangau Position            | Ammergebirge                 | In der Pöllat im Jugendtal liegt ein Block von gebändertem Gips. Starkniederschläge führten am 23. Mai 1999 zu einer Rutschung am Südhang des Jugendtals, die das Bachbett der Pöllat verschüttete. Das durch die gleichen Niederschläge ausgelöste Pfingsthochwasser 1999 räumte das Bachbett soweit frei, dass es nicht zu einem Aufstau kam, sondern nur zu einer Verlagerung des Bachlaufs. Dabei dürfte auch der Gipsblock aus den Rutschmassen freigespült worden sein. Seitdem arbeitet die Erosion an dem Block, der in den nächsten Jahrzehnten oder vielleicht schon mit dem nächsten Hochwasser verschwinden wird. Im Rutschhang oberhalb oder an der Abrisskante der Rutschung ist keinerlei Gips zu finden. Vielleicht bewahrt ja das kalkreiche Wasser der Pöllat – anders als das Niederschlagswasser – den Gips vor einer stärkeren Weglösung. Gips der Raibl-Formation war nicht weit entfernt in einem längst verschütteten Bruch und Stollen abgebaut worden. | 4 2 × 2                  | Typ: Gesteinsart, Rutschung Art: Gips                                                                                           | Prallhang/Flussbett/Bachprofil | bedeutend          | Naturschutzgebiet, FFH-Gebiet, Vogelschutzgebiet       |                                 |
| Aufschluss in Oberer Meeresmolasse WSW von Stötten              |                | 777A036   | Stötten am Auerberg Position  | Iller-Lech-Jungmoränenregion | Der Aufschluss zeigt Sandsteine, sandige Mergelsteine und Konglomerate am Westrand des Auerberg-Schüttungsfächers in der Oberen Meeresmolasse. Scholz & Frieling (2006) beschreiben und skizzieren den Aufschluss detailliert und gehen insbesondere auf synsedimentäre Verfaltungen in den Sandsteinen ein. Hoch oben in dem Aufschluss hängt eine Sandsteinbank mit bemerkenswerten Sedimentstrukturen. Vorsicht, Steinschlaggefahr! Von den überhängenden Wandteilen fernhalten! | 750 50 × 15              | Typ: Schichtfolge, Sedimentstrukturen, Tierische Fossilien Art: Konglomerat, Kalksandstein, Sandmergelstein                     | Hanganriss/Felswand            | wertvoll           | kein Schutzgebiet                                      |                                 |
| Wegaufschluss in Ammergau-Formation ESE von Schwangau           |                | 777A037   | Schwangau Position            | Ammergebirge                 | An dem in neuerer Zeit angelegten Fahrweg – für den öffentlichen Verkehr gesperrt – von der Drehhütte zur Rohrkopfhütte sind die plattigen bis dünnbankigen Kalksteine der Ammergau-Formation hervorragend aufgeschlossen. Auffallend sind kieselige Einlagerungen (Hornstein). In der Kurve ist durch den Straßenbau ein kleiner Wetzsteinbruch – jetzt oberhalb eines Schachtdeckels gelegen – angeschnitten worden. Die dünnen Wetzsteinlagen bestehen aus Feinkalken mit eckigen oder wenig gerundeten Hornsteinkörnern und kieseligen Radiolarien. Die Ammergau-Formation des Oberjura geht nach Süden zu in die Schrambach-Formation der Unterkreide über. Eine Unterscheidung im Gelände ist hier nicht möglich. | 1500 300 × 5             | Typ: Schichtfolge, Gesteinsart, Steinbruch/Grube Art: Kalkstein, Hornstein                                                      | Hanganriss/Felswand            | wertvoll           | Naturschutzgebiet, FFH-Gebiet, Vogelschutzgebiet       |                                 |
| Typlokalität der Branderfleck-Formation SE von Schwangau        |                | 777A038   | Schwangau Position            | Ammergebirge                 | Typlokalität und Typprofil der Branderfleck-Formation wurden von Gaupp (1980) hier am Branderfleck-Sattel definiert. Über Blockbrekzien liegt eine turbiditische Folge von roten Tonen und ockerfarbenen Mergeln. Teils finden sich schöne Strömungsmarken auf den Unterseiten der Mergelbänke. Weidich (1984) hat anhand der Mikrofauna festgestellt, dass hier im Südflügel einer Mulde das höhere Cenoman und Turon fehlen. Sie wurden erodiert und sind in den Olisthostromen des Mulden-Nordflügels weiter westlich enthalten, wo sich das Typprofil vervollständigen lässt. Das Geotop am Branderfleck-Sattel ist auf dem Wanderweg vom Tegelberg Richtung Ahornsattel zu erreichen. Trittsicherheit ist gefordert. Entlang des Wegs unterhalb des Branderschrofen werden die basalen Blockbrekzien der Muldenflanken und dazwischen die hangenden Tone und Mergel des Muldenkerns durchquert. Die Branderfleck-Formation liegt hier auf Hauptdolomit. | 5000 250 × 20            | Typ: Typlokalität Art: Breccie, Tonstein, Mergelstein                                                                           | Felshang/Felskuppe             | besonders wertvoll | Naturschutzgebiet, FFH-Gebiet, Vogelschutzgebiet       |                                 |
| Aufschluss am Hutlersberg S von Füssen                          |                | 777A039   | Füssen Position               | Ammergebirge                 | An der Südseite des Hutlersbergs liegt ein ehemaliger Steinbruch in Kalksteinen der Partnach-Formation. Der Steinbruch ist Station Geologischer Rast- und Spielplatz am Wanderweg GEOgrenzGÄNGER. Ein Klettergarten ist eingerichtet, Summstein, Lithophon und Drehstein-Ei lassen Steine mit den Sinnen wahrnehmen. Die Schichtfolge ist steilgestellt. Die grauen, mittel- bis dickbankigen Kalksteine zeigen eine wellige Schichtoberfläche mit Tonflatschen. Harnischflächen zeigen Bewegungen von Gesteinsschollen an. Ein Pfad an der Nordseite des Steinbruchs führt zu einem Aufschluss von Tonmergelsteinen der Partnach-Formation. Darüber liegt über einem geringmächtigen Bodenhorizont vermutliche Moräne mit Geschieben, wobei hier schwer zu entscheiden ist, ob das Material nicht durch Solifluktion oder im Zuge der Abbauvorrichtung umgelagert wurde. | 2400 60 × 40             | Typ: Gesteinsart, Steinbruch/Grube Art: Kalkstein                                                                               | Steinbruch                     | wertvoll           | Landschaftsschutzgebiet, FFH-Gebiet, Vogelschutzgebiet |                                 |
| Ehem. Steinbrüche im Forggensee ENE von Dietringen              |                | 777A040   | Schwangau Position            | Iller-Lech-Jungmoränenregion | Die Steinbrüche in den Deutenhausen-Schichten bei Dietringen waren bei Gümbel beschrieben und verschwanden im Forggensee nach dessen Aufstau. Jeweils um den Monat März, wenn der Forggensee weitgehend abgelassen und noch nicht wiedergefüllt ist, tauchen in Ufernähe Kalksandsteinbänke auf. Die dazwischenliegenden Mergelsteine bilden braune Streifen zwischen den fast senkrecht und überkippt gelagerten Sandsteinplatten. Auf den Unterseiten der Sandsteinbänken zeigen sich flyschartig die verschiedensten Sedimentmarken und weisen damit auf den Übergang vom Flysch zu dieser untersten Schichtfolge der Molasse hin. Ein kleinerer Aufschluss liegt am westlichen Seeufer bei Dietringen. Die eindrucksvolleren Aufschlüsse auf der Ostseite sind über die Staustufe am Kraftwerk Roßhaupten oder über den Ort See zu erreichen. Der Wasserstand des Forggensees kann beim Hochwassernachrichtendienst Bayern (Roßhaupten Seepegel) abgerufen werden. 2018 bleibt der Forggensee wegen Reparatur des Dammes bis in den Sommer abgelassen. Danach verschwindet das Forggensee-Riff wieder. | 28800 240 × 120          | Typ: Gesteinsart, Steinbruch/Grube, Schichtfolge Art: Kalksandstein, Mergelstein, Konglomerat                                   | Böschung                       | wertvoll           | Landschaftsschutzgebiet                                |                                 |
| Raibl-Formation im Bachbett der Pöllat SE von Hohenschwangau    |                | 777A041   | Schwangau Position            | Ammergebirge                 | Das Geotop liegt im Bachbett der Pöllat unterhalb vom Hohen Straußberg. Erreichbar ist es von Hohenschwangau mit dem Radl oder zu Fuß, bis Bleckenau auch mit dem Bus, und dann weiter Richtung Alpe Jägerhütte. Etwa dort, wo ein Wanderweg rechts (nach Süden) zur Altenberghütte abzweigt, führt in der Wiese unterhalb der Straße eine Wegspur nach Osten hinunter zur Pöllat. Im Bachbett der Pöllat stehen Sandsteine der Raibl-Formation mit rostigen Eiseneinlagerungen an und sogar ein Flözchen von harter, dünnplattiger Schieferkohle lässt sich finden. Mit einer Gefällstufe mit schönen Kolken folgt bachauf – in der Schichtfolge aber darunter – der oberste Wettersteinkalk, der hier als – ausführlich in den Erläuterungen zur geologischen Karte beschriebene – Besonderheit dunkle, länglich-linsenförmige sandige Einlagerungen enthätt. Es wird sich um eine frühe sandige Schüttung, die der späteren Raibl-Formation vorausging, handeln. Bei hohem Wasserstand oder Niederschlag oberhalb das Bachbett nicht begehen! | 2100 210 × 10            | Typ: Gesteinsart, Schichtfolge Art: Sandstein, Kalkstein, Braunkohle                                                            | Prallhang/Flussbett/Bachprofil | wertvoll           | Naturschutzgebiet, FFH-Gebiet, Vogelschutzgebiet       |                                 |
| Historischer Bergbau auf Braunkohle bei Irsee                   |                | 777G001   | Irsee Position                | Iller-Lech-Region            | Im Riedgraben nördlich von Irsee wurde in mehreren Perioden von Mitte des 19. bis Mitte des 20. Jahrhunderts Braunkohle der Oberen Süßwassermolasse abgebaut. Es waren etliche Stollen in Betrieb, zeitweise existierte auch eine Stichbahn von Leinau zum Bergwerk. In einem Waldstück 700 m nordöstlich von Oggenried ist noch immer eine langgestreckte Abraumhalde zu sehen. Ihr westliches Ende geht in eine nasse Mulde mit Bachlauf über. Von hier aus erstreckten sich offenbar die Stollen nach Norden und Süden. Im Bachlauf sind Stücke von Kohle zu finden. | 10000 200 × 50           | Typ: Stollen, Halde Art: Braunkohle                                                                                             | Pinge                          | bedeutend          | kein Schutzgebiet                                      |                                 |
| Ehem. Steinbruch im Benkener Marmor SW von Oberkirch            |                | 777G002   | Füssen Position               | Allgäuer Alpen               | Der Weissenseer Trümmermarmor oder Benkener Marmor wurde – vielleicht schon seit der Römerzeit – als dekorativer Stein zwischen Weißensee und Benken gewonnen. Geologisch handelt es sich um eine rot zementierte Karbonatbrekzie mit kalkalpinen Komponenten in der Unteren Branderfleck-Formation. Bei Schmitz (1842) heißt es: Von dem Steinmetzmeister Müller in Füssen wird die am Nordabhange des Weissensee- und Benkenberges anstehende, und in zahlreichen Blöcken am Abhange und Fuße des Berges umherliegende Kalk- und Dolomitbreccie, als schöner und dauerhafter Trümmermarmor verarbeitet. Vermutlich wurden tatsächlich vor allem Blöcke aufgearbeitet, denn Steinbrüche finden sich in alten Karten nicht und in der Natur nur in wenig eindeutigen Spuren. Am Objektpunkt liegen Steine mit Gewinnungsspuren, die aber eher einen jüngeren Versuchsabbau vermuten lassen. Ob die Wiese unterhalb einmal Abbau mit Halde war, kann nur gerätselt werden, ebenso ob aus den kleinen Gruben, die 50 m weiter südlich stufenförmig den Hang hochziehen, Gestein gewonnen wurde. Am Südufer des Weissensees erinnert eine Tafel und angeschliffenes Gestein an die Marmorgewinnung.                     | 180 15 × 12              | Typ: Steinbruch/Grube Art: Breccie                                                                                              | Steinbruch                     | bedeutend          | Landschaftsschutzgebiet                                |                                 |
| Historischer Torfstich am Moor-Rundweg W von Görisried          |                | 777G003   | Görisried Position            | Iller-Lech-Jungmoränenregion | Am Moorweg W von Görisried ist ein Torfstich mit Bodenaufschluss, Hütte, Geräten und trocknenden Torfsoden nachgestellt. Ein Foto zeigt historischen Torfabbau. Im Digitalen Geländemodell – vor allem in Überlagerung mit der Flurkarte – (Abb. 4) lässt sich früherer Torfabbau recht leicht an den Geländestufen, die mit den Parzellen unterschiedlich tief ins Moor eingreifen, erkennen. Deutlich zeigen sich auch die Gräben zur Moorentwässerung. | 50 10 × 5                | Typ: Torfstich Art: Torf | Schurf                         | bedeutend          | FFH-Gebiet                                             |                                 |
| Eisenerzgruben des Beinlandl an der Hochplatte SSE von Halblech |                | 777G004   | Halblech Position             | Ammergebirge                 | Im Beinlandl sind Spuren alter Bergbauversuche auf Eisen in Form verfallener Schurfe und Halden verblieben. Das Eisenerz lag als Ferrodolomit und Pyrit im Wettersteinkalk oder verwittert als Brauneisen vor. Der Aufschluss ist in einen Zug gleichartiger Vorkommen von ursprünglich sedimentären und später umgelagerten Eisen- oder Zinkerzen im obersten Wettersteinkalk einzuordnen, der sich durch den ganzen bayerischen Alpenbogen erstreckt. Mulmiges Brauneisen im Wettersteinkalk und dunkelbraun bis rostrot angewitterter, eisenhaltiger Wettersteinkalk lassen sich heute noch finden. Eisenerz soll schon um 1600 im Bereich der Hochplatte abgebaut worden sein, am Beinlandl zuletzt um die Zeit des 1. Weltkriegs. | 600 60 × 10              | Typ: Schurf Art: Eisen-/Manganerz, Kalkstein                                                                                    | Schurf                         | wertvoll           | Naturschutzgebiet, FFH-Gebiet, Vogelschutzgebiet       |                                 |
| Eisenerzgruben auf der Altenbergalpe SE von Schwangau           |                | 777G006   | Schwangau Position            | Ammergebirge                 | Geländemulden an der Altenbergalpe lassen zusammen mit dem Nachweis von Pyrit und Limonit im anstehenden Wettersteinkalk einen Erzabbau annehmen. Die Erzführung des obersten Wettersteinkalks an der Grenze zur Raibl-Formation ist bekannt. Taupitz (1954) hat ein Profil mit pyritisierten Brekzien vom Altenbergbach skizziert. Die Verkarstung kann ähnliche Geländeformen wie hier erzeugen und limonitische Erze sind oft in Karsthohlformen angereichert, aus denen sie von den frühen Erzgräbern herausgeholt wurden. Ein Großteil der Mulden und Löcher an der Altenbergalpe sind nach Schöner et al. (2003) nichts weiter als natürlich entstandenen Dolinen, da Halden und Wälle aus Aushubmaterial fehlen, allerdings konnte hier auch ein handgeschlagenes Bohrloch als Zeugnis für Erzabbau nachgewiesen werden. Im heute vorliegenden digitalen Geländemodell aus Laserscandaten sehen Dolinenfelder auch deutlich regelmäßiger aus als die Geländeformen hier. Das Areal ist Bodendenkmal (Denkmal-Nr. D-7-8430-0032). | 22500 150 × 150          | Typ: Schurf, Dolinenfeld Art: Kalkstein, Eisenerz                                                                               | Schurf                         | bedeutend          | Naturschutzgebiet, FFH-Gebiet, Vogelschutzgebiet       |                                 |
| Eisenerzschürfe am Schlagstein SE von Schwangau                 |                | 777G007   | Schwangau Position            | Ammergebirge                 | Etwa 150 m westlich vom Gipfelkreuz des Schlagsteins finden sich in lückigem Waldgelände verstreut kleine Geländemulden, die sich durch Auswurfwälle als Schürfgruben zu erkennen geben. Hier wurde im obersten Wettersteinkalk nahe der Grenze zur Raibl-Formation Eisenerz gesucht oder abgebaut. In Kalksteinbrocken zeigen sich gelegentlich Spuren von Brauneisen. Vorsicht – hier sind auch Karstlöcher, aus denen vielleicht limonitische Eisenerze ausgeräumt wurden. Abbauspuren, die das belegen könnten, sind aber nicht zu finden. Das Areal ist bergbauliches Bodendenkmal (Denkmal-Nr. D-7-8430-0030). | 5000 100 × 50            | Typ: Schurf Art: Kalkstein, Eisenerz                                                                                            | Schurf                         | bedeutend          | Naturschutzgebiet, FFH-Gebiet, Vogelschutzgebiet       |                                 |
| Königlicher Steinbruch Alterschrofen SSW von Schwangau          |                | 777G009   | Schwangau Position            | Ammergebirge                 | Am Wanderweg GEOgrenzGÄNGER liegt die Station Königlicher Steinbruch. Hier wurden die Fassadensteine für Schloss Neuschwanstein gebrochen. Der sogenannte Alterschrofener Marmor ist ein Kalkstein der Partnach-Formation. Ein Kiespfad führt an die Felswand. Ein frischer Block des Kalksteins zeigt die Gesteinsstruktur. | 180 15 × 12              | Typ: Steinbruch/Grube Art: Kalkstein                                                                                            | Hanganriss/Felswand            | bedeutend          | Landschaftsschutzgebiet, FFH-Gebiet, Vogelschutzgebiet |                                 |
| Mariengrotte bei Ruine Falkenstein SE von Pfronten              | weitere Bilder | 777H001   | Pfronten Position             | Allgäuer Alpen               | Die Grotte ist eine Halbhöhle unterhalb der Ruine Falkenstein und wird als Lourdesgrotte genützt. Die Höhle ist mit einer Höhe von 15 m eine verhältnismäßig große Halbhöhle. Sie entstand durch Verkarstung des hier steil nach Süden einfallenden Wettersteinkalks und durch Frostverwitterung splittrigen Wettersteindolomits. | 50 10 × 5                | Typ: Karst-Halbhöhle/Naturbrücke, Gesteinsart Art: Kalkstein, Dolomitstein                                                      | Höhle                          | wertvoll           | Landschaftsschutzgebiet, FFH-Gebiet, Vogelschutzgebiet |                                 |
| Krähenhöhle unter der Krähe E von Hohenschwangau                |                | 777H003   | Schwangau Position            | Ammergebirge                 | Die Krähenhöhle ist eine horizontale Klufthöhle im Wettersteinkalk. Sie liegt direkt oberhalb des Steigs zur Krähe unter einer überhängenden Wand. Begehung auf eigene Gefahr! | 222 74 × 3               | Typ: Karst-Horizontalhöhle Art: Kalkstein                                                                                       | Höhle                          | bedeutend          | Naturschutzgebiet, FFH-Gebiet, Vogelschutzgebiet       |                                 |
| Reverdys-Quelle SW von Liebenthann                              |                | 777Q001   | Obergünzburg Position         | Iller-Lech-Region            | Die Grenze der Oberen Süßwassermolasse zur pleistozänen Schotternagelfluh bildet den wichtigsten Quellhorizont der Region. An der Reverdys-Quelle hat sich eine kurze Tuffrinne gebildet. Der Quellaustritt ist möglicherweise künstlich angelegt. | 1600 40 × 40             | Typ: Schichtquelle, Sinterbildung Art: Kalktuff, Konglomerat, Mergel                                                            | kein Aufschluss                | bedeutend          | Naturdenkmal, FFH-Gebiet                               |                                 |
| Mindelquelle WSW von Mindelmühle                                |                | 777Q002   | Obergünzburg Position         | Iller-Lech-Region            | Der Quellhorizont der beiden Quellbäche liegt an der Schichtgrenze zwischen Oberer Süßwassermolasse und quartärer Nagelfluh. Die beiden Quellaustritte liegen nicht im Talgrund, sondern etwas südlich davon im Wald, der Ablauf zur Mindelmühle hin ist kanalisiert. | 7500 150 × 50            | Typ: Schichtquelle Art: Konglomerat, Mergel                                                                                     | kein Aufschluss                | wertvoll           | Naturdenkmal, FFH-Gebiet                               |                                 |
| Teufelsküche N von Obergünzburg                                 | weitere Bilder | 777R001   | Obergünzburg Position         | Iller-Lech-Region            | Zwischen dem steilen Günztalrand und einem ENE verlaufenden Trockental entstand ein nach Westen steilwandiger Felssporn. Durch übersteilte Talflanken und Wechselfolgen von festen Konglomeraten und lockeren Kiesen im Liegenden, sowie an unterlagernder Schichtgrenze zur Oberen Süßwassermolasse treten fels- und bodenmechanische Instabilitäten auf. | 60000 300 × 200          | Typ: Rutschung, Felswand/-hang, Schichtfolge Art: Konglomerat                                                                   | Hanganriss/Felswand            | wertvoll           | Naturdenkmal, FFH-Gebiet                               | Bayerns schönste Geotope Nr. 43 |
| Sulfatkarstlandschaft Faulenbachtal / Faulenbacher Seen         |                | 777R002   | Füssen Position               | Allgäuer Alpen               | Die Faulenbacher Seen sind typische Formen des Sulfatkarstes. Durch Lösung der in den Raibler Mergeln vorhandenen Gipsstöcke entstehen Hohlräume. Durch Nachstürzen der Deckenschichten bilden sich Senken und Dolinen. Quellaustritte sind teilweise stark sulfathaltig. Der östlichste See des Faulenbachtales hat merklich sulfathaltiges Wasser. | 750000 3000 × 250        | Typ: Subrosionslandschaft, Karstsee, Doline, Verengungsquelle Art: Kalkstein, Tonstein, Gips                                    | kein Aufschluss                | wertvoll           | Landschaftsschutzgebiet, FFH-Gebiet, Vogelschutzgebiet |                                 |
| Findling W von Görisried                                        | weitere Bilder | 777R004   | Görisried Position            | Iller-Lech-Jungmoränenregion | Der Findling stammt vermutlich aus dem Gebiet des Rottachberges (grobe Nagelfluh, Kojenschichten), transportiert wurde er durch den Illergletscher. | 91 13 × 7                | Typ: Findling Art: Konglomerat                                                                                                  | Block                          | bedeutend          | Naturdenkmal                                           |                                 |
| Findling bei Hasenmahd W von Görisried                          |                | 777R005   | Görisried Position            | Iller-Lech-Jungmoränenregion | Der relativ kleine Findling stammt vermutlich aus dem Gebiet des Rottachberges (grobe Nagelfluh, Kojenschichten), transportiert wurde er durch den Illergletscher. Er trägt ein markantes Feldkreuz. | 8 4 × 2                  | Typ: Findling Art: Konglomerat                                                                                                  | Block                          | bedeutend          | kein Schutzgebiet                                      |                                 |
| Findling Dachstein im Wölflemoos W von Görisried                |                | 777R006   | Görisried Position            | Iller-Lech-Jungmoränenregion | Der Findling stammt vermutlich aus dem Gebiet des Rottachberges (grobe Nagelfluh, Kojenschichten), transportiert wurde er durch den Illergletscher. | 528 24 × 22              | Typ: Findling Art: Konglomerat                                                                                                  | Block                          | geringwertig       | FFH-Gebiet                                             |                                 |
| Findling S von Hasenmahd                                        |                | 777R007   | Görisried Position            | Iller-Lech-Jungmoränenregion | Der Findling stammt vermutlich aus dem Gebiet des Rottachberges (grobe Nagelfluh, Kojenschichten), transportiert wurde er durch den Illergletscher. Der spitze Findling ist in zwei Teile geteilt und stark verwachsen. | 192 16 × 12              | Typ: Findling Art: Konglomerat                                                                                                  | Block                          | geringwertig       | kein Schutzgebiet                                      |                                 |
| Harnischfläche am Kobelweg in Bad Faulenbach                    |                | 777R008   | Füssen Position               | Allgäuer Alpen               | Die als Gletscherschliff bezeichnete Felswand ist eine steilstehende bis saigere Horizontalverwerfung in Hauptdolomit, nahe der Grenze zu Raibler Schichten. Die NW-SE streichende Verwerfung gehört zu einem System Rechtsseitenverschiebungen am Nordrand des Faulenbachtales. | 150 30 × 5               | Typ: Störung, Felswand/-hang Art: Dolomitstein                                                                                  | Hanganriss/Felswand            | wertvoll           | Naturdenkmal, Landschaftsschutzgebiet                  |                                 |
| Wasserfall NNW von der Burgruine Nesselburg                     |                | 777R009   | Nesselwang Position           | Allgäuer Molasse-Vorberge    | Senkrecht stehende Konglomerate mit dazwischen gelagerten Sand-, Ton- und Mergelbänken der Weißach-Schichten (Untere Süßwassermolasse) bilden die Steilstufe mit dem Wasserfall, der an einer mauerartigen Konglomeratbank beginnt und in vier Stufen 22 m überwindet (über gesamte Höhe durch Wanderweg mit Treppen erschlossen). Weiter flussabwärts verläuft der Bach parallel zum Schichtenstreichen (Mergelbänke). Dort hat sich das Wasser auf ca. 60 m eine auffällige Schussrinne geschaffen. | 200 40 × 5               | Typ: Wasserfall, Gesteinsart Art: Konglomerat, Mergelstein, Sandstein                                                           | Prallhang/Flussbett/Bachprofil | wertvoll           | Naturdenkmal                                           |                                 |
| Torfelsen am Weißensee W von Füssen                             |                | 777R010   | Füssen Position               | Allgäuer Alpen               | Das kleine Felstor am Südufer des Weißensees wird von einem Wanderweg durchquert. Das Tor und die angrenzende Felswand bestehen aus einer Brekzie von kantigen kalkalpinen Komponenten, die darauf hinweisen, dass während des Cenoman Teile der Kalkalpen gehoben und abgetragen wurden. Der heutige Kontakt zum umgebenden Kalkalpin ist tektonischer Art. | 4 2 × 2                  | Typ: Felswand/-hang, Karst-Halbhöhle/Naturbrücke, Gesteinsart Art: Breccie                                                      | Hanganriss/Felswand            | wertvoll           | Naturdenkmal, Landschaftsschutzgebiet, FFH-Gebiet      |                                 |
| Toteisloch NE von Dietringen                                    | weitere Bilder | 777R011   | Rieden am Forggensee Position | Iller-Lech-Jungmoränenregion | Zur Entstehung des Toteisloches: Schmelzwasserschotter aus dem Bereich des Füssener Gletschertores wurden im Spätglazial auf den zurückgebliebenen Toteisblock geschüttet. Nach dem Abtauen des Eises wird die Hohlform zur Oberfläche durchgepaust. Das Toteisloch lag früher dauernd trocken. Heute liegt sein Grund im Schwankungsbereich des Wasserspiegels des Forggensees, so dass es vor allem im Sommer meist mit Wasser gefüllt ist. | 21600 180 × 120          | Typ: Toteisloch Art: Moräne | kein Aufschluss                | bedeutend          | Landschaftsschutzgebiet                                |                                 |
| Drumlins S von Dietringen                                       |                | 777R012   | Rieden am Forggensee Position | Iller-Lech-Jungmoränenregion | Die Drumlins südlich von Dietringen sind Teil eines ausgedehnten Drumlinfelds, das sich beiderseits des Lechs erstreckt. Die stromlinienförmigen Körper bestehen im Kern aus Vorstoßschottern mit einer dünnen Moränenbedeckung. | 300000 500 × 600         | Typ: Drumlin-/G.moränenfeld Art: Schotter, Moräne                                                                               | kein Aufschluss                | wertvoll           | Landschaftsschutzgebiet                                |                                 |
| Drumlins NW von Hafenegg                                        |                | 777R013   | Hopferau Position             | Iller-Lech-Jungmoränenregion | Drumlins sind Zeugen der jungpleistozänen Landschaftsgenese. | 10000000 4000 × 2500     | Typ: Drumlin-/G.moränenfeld Art: Schotter, Moräne                                                                               | kein Aufschluss                | bedeutend          | kein Schutzgebiet                                      |                                 |
| Pöllatfall S vom Schloss Neuschwanstein                         | weitere Bilder | 777R014   | Schwangau Position            | Ammergebirge                 | Die Steilstufe des Hauptdolomits im Bachtal bildet in einer imposanten Schlucht eine ca. 15 m hohe Wasserfallstufe hinter dem weltbekannten Schloss Neuschwanstein. | 12000 200 × 60           | Typ: Wasserfall, Felswand/-hang Art: Dolomitstein                                                                               | Prallhang/Flussbett/Bachprofil | bedeutend          | Landschaftsschutzgebiet                                |                                 |
| Egelseemoos W von Görisried                                     |                | 777R015   | Görisried Position            | Iller-Lech-Jungmoränenregion | Die unregelmäßig geformte Senke weist einen deutlichen Geländeabsatz auf. Im Westen schließt ein trockenes, vorwiegend mit Fichten bestocktes Hochmoor an, im Osten Streuwiesen und ein Niedermoor mit kleinen, offenen Wasserflächen. | 80000 400 × 200          | Typ: Toteisloch Art: Moräne | kein Aufschluss                | wertvoll           | FFH-Gebiet                                             |                                 |
| Lechfall und Klamm S von Füssen                                 | weitere Bilder | 777R016   | Füssen Position               | Ammergebirge                 | Zwischen Staats- und Stadtgrenze hat der Lech nach seinem Wasserfall eine tiefe Schlucht eingegraben. Zum Ausbau der Wassergewinnung sind massive Baumaßnahmen über den Lechfall geplant. Der Lech fällt in einem imposanten Wasserfall in fünf Stufen um ca. 12 m vor einer engen Schlucht auf breiter Front ab. | 3600 120 × 30            | Typ: Schlucht, Wasserfall, Bach-/Flusslauf Art: Kalkstein                                                                       | Hanganriss/Felswand            | wertvoll           | Naturdenkmal, Landschaftsschutzgebiet                  | Bayerns schönste Geotope Nr. 8  |
| Ehemaliger Prallhang S von Obergünzburg                         |                | 777R017   | Obergünzburg Position         | Iller-Lech-Region            | Sehr schöner, ehemaliger Prallhang mit einer 20 Meter hohen Terrassenkante. | 870000 8700 × 100        | Typ: Prallhang, Terrasse Art: Kies                                                                                              | kein Aufschluss                | wertvoll           | kein Schutzgebiet                                      |                                 |
| Überschliffene Molasserippen NW von Eschenberg                  |                | 777R018   | Halblech Position             | Iller-Lech-Jungmoränenregion | Die annähernd senkrecht stehenden harten Konglomeratfelsen der Weißach-Schichten (Südflügel der Murnauer Mulde) bilden einen auffälligen Rücken im Gelände. Die Härtlingsrippen sind in einem östlichen und einen westlichen Bereich im Gelände deutlich herausmodelliert. Im östlichen Bereich finden sich kleinere Aufschlüsse der Konglomerate. | 25000 500 × 50           | Typ: Härtling, Gesteinsart Art: Konglomerat                                                                                     | Hanganriss/Felswand            | bedeutend          | Naturdenkmal                                           |                                 |
| Riß-Moräne am Ridmonument E von Rieden                          |                | 777R019   | Rieden Position               | Iller-Lech-Region            | Von der umgebenden Fläche aus Terrassenschottern hebt sich die Riß-Moräne mit Ridmonument deutlich ab. | 2340000 3000 × 780       | Typ: End-(Wall-)Moräne Art: Moräne                                                                                              | kein Aufschluss                | wertvoll           | kein Schutzgebiet                                      |                                 |
| Moränen SE von Aitrang                                          |                | 777R020   | Aitrang Position              | Iller-Lech-Jungmoränenregion | Südöstlich von Aitrang befindet sich eine ost-west-erstreckende Reihe von Moränenhügeln, die eine reizvolle und auffällige Morphologie bilden. | 1410000 4700 × 300       | Typ: End-(Wall-)Moräne Art: Moräne                                                                                              | kein Aufschluss                | bedeutend          | Landschaftsschutzgebiet                                |                                 |
| Eiszerfallslandschaft mit Findling SW von Kraftisried           |                | 777R021   | Kraftisried Position          | Iller-Lech-Jungmoränenregion | Im Wald nördlich der B12 befinden sich zwei Nord-Süd-orientierte Wallmoränen. Auf der östlichen liegt ein Konglomerat-Block. Der Findling wurde, vermutlich vom Iller-Vorlandgletscher, sehr weit nach Norden transportiert. | 80000 400 × 200          | Typ: Eiszerfallslandschaft, Findling Art: Moräne, Konglomerat                                                                   | Block                          | bedeutend          | kein Schutzgebiet                                      |                                 |
| Glaziale Formen E von Meilingen                                 | weitere Bilder | 777R022   | Pfronten Position             | Iller-Lech-Jungmoränenregion | Östlich von Meilingen finden sich se-nw-streichende Wallmoränen, spätglaziale Schmelzwasserrinnen und Toteislöcher. Bei den Wallmoränen handelt es sich um östliche Seitenmoränen des Lechgletschers, die spätglazialen Schmelzwasserrinnen entwässerten den Füssener Lobus, südlich des Wasenmooses finden sich zahlreiche bis zu 15 m tiefe Toteiskessel. | 3400000 2000 × 1700      | Typ: End-(Wall-)Moräne, Schmelzwassertal, Toteisloch Art: Moräne                                                                | kein Aufschluss                | bedeutend          | Landschaftsschutzgebiet, FFH-Gebiet                    |                                 |
| Mäander in Drumlin-Landschaft S von Lengenwang                  | weitere Bilder | 777R023   | Seeg Position                 | Iller-Lech-Jungmoränenregion | Mäander des Lengenwanger Mühlbaches. Er dürfte der schönste und am leichtesten zugängliche Mäander im Ostallgäu sein, eingebettet in einer von Drumlins geprägten Landschaft zwischen Lengenwang und Seeg. | 72000 600 × 120          | Typ: Mäander, Drumlin Art: Lehm, Moräne                                                                                         | kein Aufschluss                | bedeutend          | kein Schutzgebiet                                      |                                 |
| Rundhöcker und Toteislöcher bei Weißenbach und Ried             |                | 777R024   | Pfronten Position             | Iller-Lech-Jungmoränenregion | Um Weißenbach und Ried bei Pfronten liegen vom Gletscher abgeschliffene Rundhöcker aus helvetischer Garschella-Formation und Seewerkalk (Großer Josberg) oder Reiselsberger Sandstein des Flysch (Kleiner Josberg, Hörnle) eingebettet in spätglaziale Schotter mit Toteislöchern. | 2090000 1900 × 1100      | Typ: Rundhöcker, Toteisloch Art: Schotter, Kalkstein, Sandstein                                                                 | kein Aufschluss                | wertvoll           | kein Schutzgebiet                                      |                                 |
| Tuffkaskaden am Hängesteg SE von Görisried                      | weitere Bilder | 777R025   | Görisried Position            | Iller-Lech-Jungmoränenregion | Zwischen Wasserwerk und Hängesteg über die Wertach unterhalb von Stadels bei Görisried sind prächtige Kalktuffterrassen ausgebildet. Der Kalktuff baut sich sogar bis in die Wertach hinein auf, bricht dort bei Unterspülung ab und hinterlässt Stufen, über die das Bachwasser in den Fluss fällt. | 2100 70 × 30             | Typ: Sinterterrassen Art: Kalktuff                                                                                              | Prallhang/Flussbett/Bachprofil | bedeutend          | Landschaftsschutzgebiet, FFH-Gebiet, Vogelschutzgebiet |                                 |
| Toteislandschaft W von Ried                                     |                | 777R026   | Unterthingau Position         | Iller-Lech-Jungmoränenregion | W von Ried – zwischen Kirnach und dem Brandholzmoos (mit altem Torfabbau, Parzellen in Abb. 4) im Nordwesten und Wertachtal im Südosten – liegt eine hügelige Moränenlandschaft mit zahlreichen Toteislöchern. | 360000 800 × 450         | Typ: Toteisloch Art: Moräne | kein Aufschluss                | bedeutend          | kein Schutzgebiet                                      |                                 |
| Toteisloch-Ensemble NW von Ried                                 |                | 777R027   | Unterthingau Position         | Iller-Lech-Jungmoränenregion | Im Wald am Rande des Schornmooses liegen mehrere Toteislöcher in einer Eiszerfallslandschaft. Die Löcher nördlich der Straße scheinen etwas übertieft. Sie dürften als Schlucklöcher für Oberflächenwasser dienen oder gedient haben und ein Ausspülen von Feinanteilen im Schotter (Subrosion) könnte zu Nachsackungen geführt haben. | 137500 550 × 250         | Typ: Toteisloch, Eiszerfallslandschaft Art: Schotter                                                                            | sonstiger Aufschluss           | bedeutend          | FFH-Gebiet                                             |                                 |
| Dolinenfeld am Hochholz E von Lengenwang                        |                | 777R028   | Lengenwang Position           | Iller-Lech-Jungmoränenregion | Östlich von Lengenwang und östlich des Lobachs liegen etliche Dolinen. Das Dolinenfeld am Geotoppunkt ist Station am Kleeblattweg Lengenwang Wasser ist Leben. Die Entstehung der Dolinen wird auf Ausspülung von Sand aus Auflockerungszonen im kalkreichen Sandstein der Unteren Süßwassermolasse in der Nähe zum Vorfluter Lobach zurückgeführt. In den aufliegenden Geschiebemergeln bilden sich dann steilwandige Trichter. Die südliche der drei Dolinen weist einen Wasseraustritt mit einem Schluckloch (Ponor) wenige Meter weiter auf. Sie wird leider verfüllt. | 7500 125 × 60            | Typ: Dolinenfeld Art: Mergelstein                                                                                               | Doline/Erdfall                 | bedeutend          | kein Schutzgebiet                                      |                                 |
| Großdoline des Scheinbergkessels SSE von Halblech               |                | 777R029   | Halblech Position             | Ammergebirge                 | Die große abflusslose Hohlform des Scheinbergkessels ist eine glazial überprägte Doline in einer steilstehenden Schichtfolge aus Kalkgesteinen des Jura. Der Kesselboden liegt mehr als 60 m unter der Schwelle im Nordosten. Zur Zeit der Schneeschmelze bedeckt ein See den Talboden. Das Geotop liegt auf dem Kessel-Rundweg von der Kenzenhütte aus. | 390000 650 × 600         | Typ: Doline, Kar Art: Kalkstein, Kalkmergelstein, Kieselkalkstein                                                               | Doline/Erdfall                 | wertvoll           | Naturschutzgebiet, FFH-Gebiet, Vogelschutzgebiet       |                                 |
| Karren am Maximiliansweg unter dem Niederstraußberg             |                | 777R030   | Schwangau Position            | Ammergebirge                 | Nicht weit nach dem Niederstraußbergsattel auf dem Maximiliansweg (und auf der Via Alpina) in Richtung Krähe liegen direkt unterhalb des Wegs lehrbuchartig ausgebildete Karren. Die Karren wurden wahrscheinlich freigelegt, als der Maximiliansweg hier vor langer Zeit als Reitweg angelegt wurde. Derartige Karren bilden sich besonders gut unter Bodenbedeckung aus und ganze Karrenfelder können unter Bodenbedeckung im Umfeld vermutet werden. Die Karren liegen im gut verkarstungsfähigem Wettersteinkalk, der hier marmorartig glänzt. | 28 7 × 4                 | Typ: Karren/-felder Art: Kalkstein                                                                                              | Hanganriss/Felswand            | wertvoll           | Naturschutzgebiet, FFH-Gebiet, Vogelschutzgebiet       |                                 |
| Kar des Schwangauer Kessels E von Hohenschwangau                |                | 777R031   | Schwangau Position            | Ammergebirge                 | Der Schwangauer Kessel unterhalb von Gabelschrofen und Niederstraußberg ist die leicht übertiefte Karwanne eines früheren Lokalgletschers. Während der letzten Eiszeit ragten die umgebenden Gipfel des Ammergebirges aus dem Eismeer heraus, waren aber – vor allem nordseitig – Nährgebiet für lokale Gletscher, die in die Talungen abflossen. Das Ferneis des Lechgletschers aus den Zentralalpen konnte nicht in dieses Tal eindringen, die Pässe waren zu hoch. Im Schwangauer Kessel und am Gabelschrofensattel tritt Partnachformation im Kern eines Sattels aus Wettersteinkalk zutage. Die Partnach-Formation besteht hier aus leicht vom Eis ausräumbaren dunkelgrauen Tonmergeln mit zwei mächtigen Kalk-Einschaltungen. Die Tonmergel sind vom Wanderweg aus im Kessel sichtbar und werden auf den letzten Metern hinauf zum Gabelschrofensattel betreten. Im Digitalen Geländemodell mit überlagertem Luftbild (Abb. 4) ist das Kar des Schwangauer Kessels gut sichtbar. (Die Fließstrukturen in den Wettersteinkalkwänden von Krähe und Niederstraußberg aber sind Artefakte: Die wenigen Pixelpunkte aus der senkrechten Luftbildaufnahme sind in Schrägansicht als Linien über die Wand verteilt.) | 200000 500 × 400         | Typ: Kar Art: Kalkstein, Tonmergelstein                                                                                         | sonstiger Aufschluss           | wertvoll           | Naturschutzgebiet, FFH-Gebiet, Vogelschutzgebiet       |                                 |
| Dolinen der Hirschwang-Alpe E von Schwangau                     |                | 777R032   | Halblech Position             | Ammergebirge                 | An der Hirschwang-Alpe liegt Branderfleck-Formation der Oberkreide transgressiv auf Plattenkalk der Trias. Über die Alpe verstreut liegen zahlreiche Dolinen, an deren Rand die Konglomerate und Brekzien der Branderfleck-Formation erkennbar sind. | 55900 430 × 130          | Typ: Dolinenfeld, Gesteinsart Art: Konglomerat, Kalkstein                                                                       | Doline/Erdfall                 | wertvoll           | Naturschutzgebiet, FFH-Gebiet, Vogelschutzgebiet       |                                 |
| Quellen mit Aufschlüssen im Vilstal                             |                | 777Q003   | Pfronten Position             | Allgäuer Alpen               | Im hintersten Vilstal kurz vor der Grenze zu Tirol entspringen oben im Hang kräftige Quellen aus Gestein der Adnet-Formation. Die Rückverlegung der Quellaustritte hat zum Abbrechen und Abstürzen von Blöcken roten Kalksteins geführt. Einer dieser Blöcke liegt direkt unten an der Straße und zeigt schöne Stielglieder von Crinoiden. Gegenüber, am anderen Talhang der Vils sind dunkle Gesteine sichtbar, die nach der geologischen Karte in die Branderfleck-Formation gestellt werden. | keine Angabe             | Typ: Störungsquelle, Schichtfolge Art: Tonmergelstein, Kalkstein                                                                | Felshang/Felskuppe             | wertvoll           | kein Schutzgebiet                                      |                                 |
| Findling Beilstein NNW von Görisried                            |                | 777R033   | Unterthingau Position         | Iller-Lech-Jungmoränenregion | Der in zwei Teile zerfallene Beilstein ist einer der größten Riesenfindlinge des Kemptner Waldes. Der Findling aus Konglomerat mit Gerölldurchmessern bis über 40 cm und hohem Kristallingehalt entstammt nach Müller (2011) eindeutig den Oberen Kojen-Schichten. | 1250 50 × 25             | Typ: Findling Art: Konglomerat                                                                                                  | Block                          | bedeutend          | kein Schutzgebiet                                      |                                 |
| Terrassen der Steinacher Achen W von Steinach                   |                | 777R034   | Pfronten Position             | Allgäuer Alpen               | Westlich von Steinach hat sich die Steinacher Achen mit trichterförmiger Öffnung in spätglaziale Schotter eingetieft und eine markante Terrassenkante geschaffen. Im Digitalen Geländemodell ist die Terrassenkante sehr gut zu erkennen. In der Natur ist sie meist nur dort gut sichtbar, wo die steile Böschung nicht mit Wald oder Buschwerk bestanden ist. Hier, westlich von Steinach, ist das stellenweise der Fall. | 480000 1200 × 400        | Typ: Terrasse Art: Schotter | kein Aufschluss                | bedeutend          | kein Schutzgebiet                                      |                                 |